# Лижиньяк
Лижинья́к (фр. Liginiac, окс. Liginhac) — коммуна во Франции, находится в регионе Лимузен. Департамент — Коррез. Входит в состав кантона Нёвик. Округ коммуны — Юссель.
Код INSEE коммуны — 19113.
Коммуна расположена приблизительно в 390 км к югу от Парижа, в 100 км юго-восточнее Лиможа, в 50 км к востоку от Тюля.

## Население
Население коммуны на 2008 год составляло 629 человек.
| 1962 | 1968 | 1975 | 1982 | 1990 | 1999 | 2008 |
| ---- | ---- | ---- | ---- | ---- | ---- | ---- |
| 858  | 725  | 601  | 618  | 603  | 629  | 629  |

## Администрация
| Период | Период | Фамилия      | Партия | Примечания |
| ------ | ------ | ------------ | ------ | ---------- |
| 2001   | 2008   | Робер Мейнье |        |            |
| 2008   |        | Жан Валад    |        |            |

## Экономика
В 2007 году среди 384 человек в трудоспособном возрасте (15-64 лет) 265 были экономически активными, 119 — неактивными (показатель активности — 69,0 %, в 1999 году было 70,0 %). Из 265 активных работали 243 человека (133 мужчины и 110 женщин), безработных было 22 (9 мужчин и 13 женщин). Среди 119 неактивных 27 человек были учениками или студентами, 58 — пенсионерами, 34 были неактивными по другим причинам.

## Достопримечательности
- Церковь Сен-Бартелеми[фр.] (XII век). Памятник истории с 1930 года[3]

## Фотогалерея
- Церковь Сен-Бартелеми
- Руины замка Пейру
- Мэрия
- Плотина Мареж